# Agathosma thymifolia
Agathosma thymifolia är en vinruteväxtart som beskrevs av Diederich Franz Leonhard von Schlechtendal. Agathosma thymifolia ingår i släktet Agathosma och familjen vinruteväxter. Inga underarter finns listade i Catalogue of Life.